# Seznam ulic v Komárově (Brno)
Seznam ulic v Komárově uvádí přehled ulic a veřejných prostranství na území evidenční části obce Komárov v Brně, která je územně totožná s katastrálním územím Komárov a tvoří část městské části Brno-jih.

## Seznam
| Název              | Pojmenováno po                                            | Souřadnice                       | Obrázek | Commons                   | RÚIAN   | Mapy.cz                         |
| ------------------ | --------------------------------------------------------- | -------------------------------- | ------- | ------------------------- | ------- | ------------------------------- |
| Dornych            |                                                           | 49°11′ s. š., 16°37′19″ v. d.    |         | Dornych                   | 22811   | stre&id=79126                   |
| Hněvkovského       | Šebestián Hněvkovský                                      | 49°10′7″ s. š., 16°37′37″ v. d.  |         | Hněvkovského (Brno)       | 24082   | stre&id=79252                   |
| Hodonínská         | Hodonín                                                   | 49°10′43″ s. š., 16°37′21″ v. d. |         | Hodonínská (Brno)         | 24112   | stre&id=79255                   |
| Hradlová           | hradlo                                                    | 49°10′52″ s. š., 16°37′3″ v. d.  |         | Hradlová (Brno)           | 768545  | stre&id=150034                  |
| Jeneweinova        | Felix Jenewein                                            | 49°10′37″ s. š., 16°37′5″ v. d.  |         | Jeneweinova (Brno)        | 24848   | stre&id=79328                   |
| K Povodí           | Povodí Moravy                                             | 49°10′15″ s. š., 16°37′34″ v. d. |         |                           | 768553  | stre&id=150035                  |
| Kalová             | kal                                                       | 49°10′54″ s. š., 16°37′26″ v. d. |         | Kalová (Brno)             | 2006499 | stre&id=5195044                 |
| Klášterského       | Antonín Klášterský                                        | 49°10′40″ s. š., 16°37′12″ v. d. |         |                           | 25569   | stre&id=79400                   |
| Komárovská         | Komárov                                                   | 49°10′49″ s. š., 16°37′9″ v. d.  |         | Komárovská (Brno)         | 25879   | stre&id=79431                   |
| Komárovské nábřeží | Ponávka                                                   | 49°10′43″ s. š., 16°37′6″ v. d.  |         | Komárovské nábřeží (Brno) | 25950   | stre&id=79439                   |
| Konopná            | konopí                                                    | 49°10′44″ s. š., 16°37′14″ v. d. |         |                           | 25933   | stre&id=79437                   |
| Kovářská           | kovář                                                     | 49°11′3″ s. š., 16°37′14″ v. d.  |         | Kovářská (Brno)           | 26212   | stre&id=79466                   |
| Kratina            |                                                           | 49°10′26″ s. š., 16°37′43″ v. d. |         |                           | 26298   | stre&id=79474                   |
| Kšírova            | František Kšír                                            | 49°10′13″ s. š., 16°36′58″ v. d. |         | Kšírova (Brno)            | 26581   | stre&id=79503                   |
| Lomená             | tvar                                                      | 49°10′29″ s. š., 16°37′39″ v. d. |         | Lomená (Brno)             | 27138   | stre&id=79558                   |
| Lužná              | louka                                                     | 49°10′31″ s. š., 16°37′30″ v. d. |         | Lužná (Brno)              | 27260   | stre&id=79571                   |
| Mariánské náměstí  | Malá Mariacela                                            | 49°10′30″ s. š., 16°37′19″ v. d. |         | Mariánské náměstí (Brno)  | 28347   | stre&id=79678                   |
| Plotní             | zahrada                                                   | 49°11′ s. š., 16°37′9″ v. d.     |         | Plotní (Brno)             | 29688   | stre&id=79810                   |
| Pompova            | Josef Pomp                                                | 49°10′27″ s. š., 16°37′32″ v. d. |         | Pompova                   | 30023   | stre&id=79844                   |
| Potoční            | potok                                                     | 49°10′29″ s. š., 16°37′29″ v. d. |         | Potoční (Brno)            | 30147   | stre&id=79856                   |
| Roháčkova          | František Roháček                                         | 49°10′36″ s. š., 16°37′9″ v. d.  |         |                           | 30856   | stre&id=79927                   |
| Sazenice           |                                                           | 49°10′21″ s. š., 16°37′34″ v. d. |         | Sazenice (Brno)           | 31356   | stre&id=79976                   |
| Schwaigrova        | Hanuš Schwaiger                                           |                                  |         | Schwaigrova (Brno)        | 31399   | stre&id=79980                   |
| Sladkého           | Adolf Sladký                                              | 49°10′28″ s. š., 16°37′42″ v. d. |         | Sladkého (Brno)           | 31623   | stre&id=80003                   |
| Slunná             | sluneční světlo                                           | 49°10′31″ s. š., 16°37′32″ v. d. |         | Slunná (Brno)             | 31810   | stre&id=80022                   |
| Sokolova           | František Sokol                                           | 49°9′59″ s. š., 16°37′21″ v. d.  |         | Sokolova (Brno)           | 31925   | stre&id=80033                   |
| Spěšná             | místo                                                     | 49°10′55″ s. š., 16°37′15″ v. d. |         | Spěšná                    | 33481   | stre&id=80188                   |
| Studniční          | studna                                                    | 49°10′33″ s. š., 16°37′12″ v. d. |         | Studniční (Brno)          | 32387   | stre&id=80079                   |
| Svatopetrská       |                                                           | 49°10′42″ s. š., 16°37′18″ v. d. |         | Svatopetrská (Brno)       | 32441   | stre&id=80085                   |
| Tuháčkova          | Josef Tuháček                                             | 49°10′38″ s. š., 16°37′33″ v. d. |         | Tuháčkova                 | 33570   | stre&id=80197                   |
| U vlečky           | železniční vlečka                                         | 49°10′48″ s. š., 16°37′6″ v. d.  |         | U Vlečky (Brno)           | 33821   | stre&id=80222                   |
| Za mostem          | most                                                      | 49°10′49″ s. š., 16°37′24″ v. d. |         | Za Mostem (Brno)          | 35246   | stre&id=80364                   |
| Za školou          | Základní škola Brno, Tuháčkova 25, příspěvková organizace | 49°10′42″ s. š., 16°37′33″ v. d. |         |                           | 35254   | stre&id=80365                   |
| bratří Žůrků       | Alois Žůrek Stanislav Žůrek                               | 49°10′29″ s. š., 16°37′45″ v. d. |         |                           | 21741   | stre&id=79019                   |
| park Mariacela     | Malá Mariacela                                            | 49°10′53″ s. š., 16°37′27″ v. d. |         | Park Mariacela            | 3031306 | base&id=2475177 stre&id=5198909 |
| Černovická         | Černovice                                                 | 49°10′39″ s. š., 16°38′43″ v. d. |         | Černovická (Brno)         | 22497   | stre&id=79094                   |
| Černovické nábřeží | Černovice                                                 | 49°10′53″ s. š., 16°37′42″ v. d. |         |                           | 36005   | stre&id=80440                   |
| Široká             | šířka                                                     | 49°11′7″ s. š., 16°37′11″ v. d.  |         | Široká (Brno)             | 32735   | stre&id=80114                   |
| Železniční         | železniční trať Brno–Jihlava                              | 49°10′58″ s. š., 16°37′6″ v. d.  |         | Železniční (Brno)         | 35823   | stre&id=80422                   |